# 江田島市消防本部
江田島市消防本部（えたじまししょうぼうほんぶ）は、広島県江田島市の消防部局（消防本部）。

## 管内の現況
- 管内の人口 - 20555人

2024年（令和6年）4月1日現在
- 管内の世帯数 - 11585世帯

2024年（令和6年）4月1日現在
- 管内の面積 - 100.65km2

2024年（令和6年）4月1日現在

## 沿革
- 1973年（昭和48年）
  - 4月 - 江能広域行政事務組合の設置に伴い、江能広域消防本部が発足する[5]。
  - 10月 - 消防及び救急業務を開始する[5]。
- 1974年（昭和49年）8月 - 江田島町鷲部689の25に消防本部・消防署庁舎が完成する[5]。
- 1989年（平成元年）4月 - 江能広域行政事務組合と江能水道企業団が統合し、江能広域事務組合が発足する[5]。
- 2004年（平成16年）11月1日 - 江田島市の誕生に伴い、江田島市消防本部が発足する[5]。
- 2016年（平成28年）3月 - 消防救急デジタル無線の運用を開始する[5]。
- 2019年（令和元年）8月20日 - 能美出張所を能美町鹿川1263番地1に移転し、新庁舎の運用を開始する[6]。
- 2020年（令和2年）2月26日 - 消防本部・消防署庁舎を江田島町鷲部二丁目17号5号に移転する[7]。

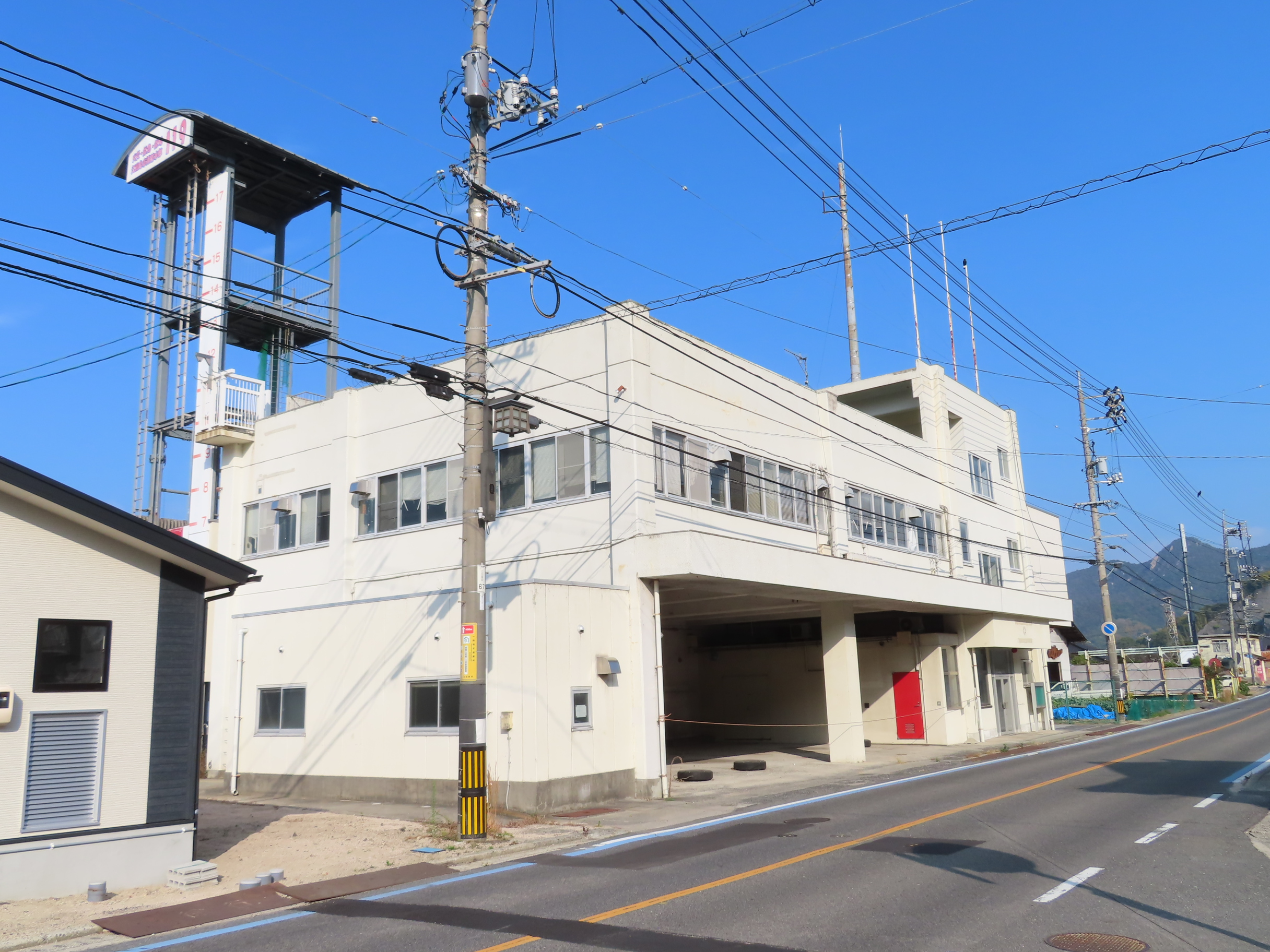
1974年から2020年まで使用されていた旧庁舎

## 組織
- 消防長（消防司令長）
  - 消防次長（消防司令）
    - 総務課 - 総務係、消防団係
    - 予防課 - 予防係、指導係
    - 警防課 - 警防係、救急係、通信指令係
    - 江田島消防署 - 第1警防係、第2警防係、第1消防係、第2消防係、第1救急係、第2救急係
      - 能美出張所

2019年（平成31年）3月31日現在

## 消防署等
消防署
| 消防署       | 郵便番号   | 所在地                                  | 出張所     |
| ------------ | ---------- | --------------------------------------- | ---------- |
| 江田島消防署 | 〒737-2133 | 広島県江田島市江田島町鷲部二丁目17番5号 | 能美出張所 |

出張所
| 出張所     | 所在地                            |
| ---------- | --------------------------------- |
| 能美出張所 | 広島県江田島市能美町鹿川1263番地1 |